# Lunddraba
Lunddraba (Draba muralis) är en växtart i familjen korsblommiga växter.